# Craspedolepta pontica
Craspedolepta pontica är en insektsart som beskrevs av Dobreanu och Manolache 1962. Craspedolepta pontica ingår i släktet Craspedolepta och familjen rundbladloppor.
Artens utbredningsområde är Iran. Inga underarter finns listade i Catalogue of Life.